# De jongens uit Brazilië
De jongens uit Brazilië is de Nederlandse titel van het boek The Boys from Brazil (1976) van de Amerikaanse schrijver Ira Levin.

## Inhoud
Student en amateur nazi-jager Barry Koehler komt in Brazilië op het spoor van een nazicomplot. Deze groep, onder leiding van ex-kamparts Josef Mengele, moet de omstandigheden herscheppen waaronder een nieuwe Adolf Hitler de macht kan krijgen. Mengele heeft daartoe 94 klonen van Hitler ondergebracht bij gezinnen die qua samenstelling lijken op het gezin waarin Hitler was opgegroeid. Het is de taak van de opgeroepen ODESSA-kameraden er voor te zorgen dat de 'vaders' van de kloon-Hitlers op dezelfde leeftijd om het leven komen als Hitlers vader. Koehler slaagt erin een vergadering van de groep in een Japans restaurant op cassette op te nemen, en neemt contact op met Yakov Lieberman (een personage geïnspireerd op Simon Wiesenthal) om er voor te zorgen dat de groep bijtijds wordt ontmanteld. Koehler wordt echter ontdekt en vermoord.
Lieberman gaat aan de slag met de beperkte informatie die hij van Koehler kreeg, en slaagt erin het complot te ontrafelen. De jacht van Lieberman op Mengele, en de jacht van de nazi groep op Lieberman krijgt zijn ontknoping in een van de gezinnen waar een Hitler-kloon is ondergebracht: Mengele na een gevecht met Lieberman wordt op bevel van een van de klonen gedood door de honden van diens vader wie hij zojuist had gedood.
18 klonen hebben echter hun vader al verloren, maar Lieberman vernietigt alle informatie zodat andere nazi-jagers de jongens geen kwaad kunnen doen. Niet slechts persoonlijke omstandigheden maar ook nationale en macro-economische omstandigheden (factoren waarop Mengele geen invloed kon uitoefenen) bepalen de opkomst van een man als Hitler, en de 18 jongens zullen zich hoogstwaarschijnlijk niet tot nieuwe Hitlers ontwikkelen. Op het eind van het boek tekent een van de klonen echter een tafereel van een menigte die een leider toejuicht...

## Film
Het boek werd in 1978 verfilmd met in de hoofdrollen Gregory Peck (Mengele) en Laurence Olivier (Lieberman). Zie hiervoor The Boys from Brazil (film).